# Görögország a 2010. évi téli olimpiai játékokon

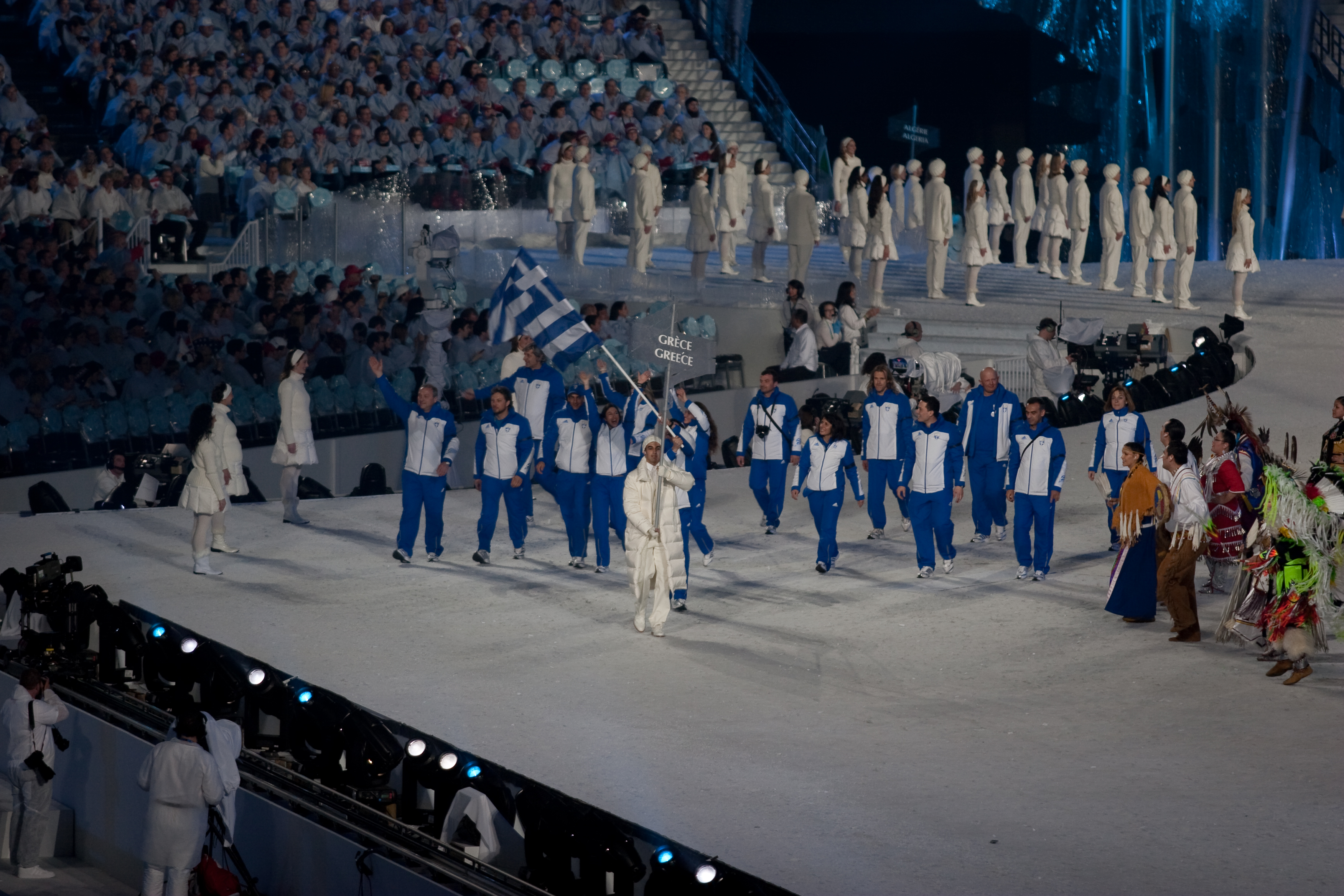
Görögország olimpiai küldöttsége a megnyitón

Görögország a kanadai Vancouverben megrendezett 2010. évi téli olimpiai játékok egyik részt vevő nemzete volt. Az országot az olimpián 3 sportágban 7 sportoló képviselte, akik érmet nem szereztek.

## Alpesisí
Férfi
| Versenyző                     | Versenyszám      | 1. futam      | 1. futam      | 2. futam      | 2. futam      | Összesítés | Összesítés |
| Versenyző                     | Versenyszám      | Idő           | Hely.         | Idő           | Hely.         | Idő        | Helyezés   |
| ----------------------------- | ---------------- | ------------- | ------------- | ------------- | ------------- | ---------- | ---------- |
| Vaszíliosz Dimitriádisz       | Műlesiklás       | 51,96         | 36.           | 56,20         | 35.           | 1:48,16    | 33.        |
| Vaszíliosz Dimitriádisz       | Óriás-műlesiklás | 1:24,64       | 58.           | nem ért célba | nem ért célba | kiesett    | kiesett    |
| Sztéfanosz Aléxisz Cimikálisz | Műlesiklás       | nem ért célba | nem ért célba | kiesett       | kiesett       | kiesett    | kiesett    |
| Sztéfanosz Aléxisz Cimikálisz | Óriás-műlesiklás | 1:29,21       | 73.           | 1:30,95       | 62.           | 3:00,16    | 65.        |

Női
| Versenyző   | Versenyszám      | 1. futam | 1. futam | 2. futam | 2. futam | Összesítés | Összesítés |
| Versenyző   | Versenyszám      | Idő      | Hely.    | Idő      | Hely.    | Idő        | Helyezés   |
| ----------- | ---------------- | -------- | -------- | -------- | -------- | ---------- | ---------- |
| Szofía Ráli | Műlesiklás       | 59,32    | 55.      | 1:01,09  | 48.      | 2:00,41    | 47.        |
| Szofía Ráli | Óriás-műlesiklás | 1:27,75  | 62.      | 1:22,86  | 52.      | 2:50,61    | 53.        |

## Biatlon
Férfi
| Versenyző                          | Versenyszám  | Lövőhiba    | Időeredmény   | Helyezés      |
| ---------------------------------- | ------------ | ----------- | ------------- | ------------- |
| Athanásziosz „Thanászisz” Cakírisz | 10 km sprint | 5 (2+3)     | nem ért célba | nem ért célba |
| Athanásziosz „Thanászisz” Cakírisz | 20 km egyéni | 5 (2+0+1+2) | 57:42,1       | 80.           |

Női
| Versenyző       | Versenyszám   | Lövőhiba   | Időeredmény | Helyezés |
| --------------- | ------------- | ---------- | ----------- | -------- |
| Panajóta Cakíri | 7,5 km sprint | 3 (1+2)    | 24:28,8     | 86.      |
| Panajóta Cakíri | 15 km egyéni  | 7 (1+2+1+3 | 54:36,3     | 85.      |

## Sífutás
Férfi
| Versenyző                         | Versenyszám | Selejtező | Selejtező | Negyeddöntő | Negyeddöntő | Elődöntő | Elődöntő | Döntő   | Döntő    |
| Versenyző                         | Versenyszám | Idő       | Hely.     | Idő         | Hely.       | Idő      | Hely.    | Idő     | Helyezés |
| --------------------------------- | ----------- | --------- | --------- | ----------- | ----------- | -------- | -------- | ------- | -------- |
| Elefthériosz „Leftérisz” Fáfalisz | Sprint      | 3:49,09   | 50.       | kiesett     | kiesett     | kiesett  | kiesett  | kiesett | 50.      |

Női
| Versenyző  | Versenyszám | Eredmény | Helyezés |
| ---------- | ----------- | -------- | -------- |
| María Dánu | 10 km       | 32:14,6  | 72.      |